# Ministère de l'Intérieur sous la Révolution
Le ministère de l'Intérieur qui fut organisé le 10 avril 1791, eut dans ses attributions l'administration générale du royaume, les assemblées politiques et administratives, les établissements publics relatifs aux pauvres et aux indigents, les ponts, chemins, routes, canaux et autres monuments ou constructions publics, l'agriculture, le commerce et les manufactures.
Il y a cinq directions générales remplacées ensuite par trois grands services.
Le traitement du ministre est fixé à 100 000 livres puis réduit de moitié en 1792.
Les premiers commis perçoivent 8 000 livres par an.
Les ministres de l'Intérieur sous la Révolution sont :
- François- Emmanuel Guignard, comte de Saint-Priest (1789-1790)
- Armand Marc, comte de Montmorin Saint-Hérem (1790-1791)
- Claude Antoine de Valdec de Lessart (1791)
- Bon-Claude Cahier de Gerville (1791-1792)
- [Jean-Marie Rolland]
- Jacques Aoûtin Mourgue
- Antoine-Marie-René de Terrier de Monciel
- Clément Felix Champion de Villeneuve (1792)
- Dominique Joseph Garat (1793)
- Jules François Paré (1793-1794)
- Martial Herman (7 au 19 avril 1794)
- Martial Herman, commissaire du 20 avril 1794 au 5 novembre 1795
- Pierre Bénézech (1795-1797)
- Nicolas François de Neufchâteau (1797)
- François Sébastien Letourneux (1797-1798)
- Nicolas François de Neufchâteau (1798-1799)
- Nicolas-Marie Quinette (1799-1800).